# Hurley (Mississippi)
Hurley is een plaats (census-designated place) in de Amerikaanse staat Mississippi, en valt bestuurlijk gezien onder Jackson County.

## Demografie
Bij de volkstelling in 2000 werd het aantal inwoners vastgesteld op 985.

## Geografie
Volgens het United States Census Bureau beslaat de plaats een oppervlakte van
13,3 km², geheel bestaande uit land. Hurley ligt op ongeveer 31 m boven zeeniveau.

## Plaatsen in de nabije omgeving
De onderstaande figuur toont nabijgelegen plaatsen in een straal van 24 km rond Hurley.